# Об'єктивна модальність
Об'єктивна модальність — це обов'язкова ознака кожного висловлювання, одна з категорій, яка формує предикативну одиницю — речення. Об'єктивна модальність виражає відношення висловлювання до дійсності як реальне або нереальне (ірреальне). Наприклад: Люди були щасливі! (реальне); Люди були б щасливі (ірреальне).
Засобами вираження об'єктивної модальності є:
- протиставлення грамем дієслівного способу (дійсний, умовний, наказовий): Діти радісні; Діти були б радісні; Нехай діти будуть радісні!;
- протиставлення речень за метою висловлювання (ствердження, питання, спонукання): Люди добрі; Люди добрі? Будьте добрі!;
- протиставлення висловлювань за ознакою ствердження/заперечення, протиставлення речень окличних і неокличних: Ходив і ходитиму! — Не ходила й не піду!; Петю, йди додому — Петю! Іди додому!